# Eponiem
Een eponiem (van het Grieks: epi "bij" en onoma "naam") is de naam van een persoon, echt of fictief, die wordt gebruikt om een bepaald object of een bepaalde activiteit aan te duiden. In het huidige taalgebruik wordt "eponiem" vaak in de omgekeerde richting gebruikt, voor een woord dat is afgeleid van een eigennaam. In deze betekenis is zeppelin als aanduiding van een luchtschip dus een eponiem. In de oorspronkelijke betekenis van het woord is het evenwel de naam van de persoon, graaf Ferdinand von Zeppelin, die het eponiem is.
De echte eponiemen zijn die namen van begrippen waarvan niet helemaal duidelijk meer is dat ze naar een bepaald iemand genoemd zijn, bijvoorbeeld doordat de hoofdletter is verdwenen of zelfs doordat het een werkwoord is geworden. Mijn naam is haas is een mooie toepasselijke titel van een eponiemenboek van Marcel Grauls. Zoals de meesten niet weten dat deze uitdrukking zijn oorsprong vindt bij Karl Victor Hase, zo is immers bij de meeste eponiemen de oorsprong door het gebruik onzichtbaar geworden. 
- lynchen, boycotten, wecken
- Begrippen als: sadisme, masochisme
- Gebruiksvoorwerpen als: saxofoon, diesel, colbert
- Het bintje
- Sommige gerechten zijn genoemd naar een persoon (sandwich, pavlovataart, pêche melba, pizza margherita, hopjes, flikken of praline)
- Veel natuurkundige eenheden als joule, watt, newton, hertz, kelvin, Celsius, Fahrenheit, farad, coulomb, volt, ampère, ohm, tesla, decibel, pascal

Eponiemen zijn voor allerlei objecten en activiteiten in gebruik:
- Veel aardrijkskundige namen zijn genoemd naar personen, soms enkel voor een bepaalde periode: Rhodesië (naar Cecil Rhodes), Karl-Marx-Stadt (Chemnitz, naar Karl Marx), Leopoldstad (Kinshasa, naar Koning Leopold II van België), Lelystad naar Cornelis Lely.
- Ontdekkingsreizigers hebben vaak hun naam verbonden aan bepaalde gebieden, plaatsen, rivieren (de Hudsonrivier), eilanden (de Cookeilanden), terwijl diezelfde ontdekkingsreizigers op hun beurt de door hen ontdekte oorden vaak bedachten met de naam van een persoon zoals hun opdrachtgever.
- In de wetenschappen is het gebruik ruim verspreid: nieuwe ontdekkingen (in de astronomie bijvoorbeeld) of ontwikkelingen zijn vaak genoemd naar een persoon, hetzij de ontdekker of ontwikkelaar zelf, hetzij iemand anders: grote maankraters zijn zo genoemd naar historische figuren uit de astronomie (Tycho Brahe, Copernicus etc.).
- Botanici hebben vaak hun naam verbonden aan geslachten van planten (dahlia, fuchsia, magnolia etc.).
- Een aantal scheikundige stoffen, reacties, elementen (einsteinium bijvoorbeeld), formules enzovoorts zijn genoemd naar een persoon. Zie ook de categorie Dimensieloos getal.
- In de geneeskunde zijn talloze ziekten naar hun eerste of een of meer voorname beschrijvers genoemd (syndroom van Down, ziekte van Graves etc.).
- In de sport zijn bepaalde bewegingen of acties genoemd naar de uitvinder ervan of naar diegene die ze het eerst uitvoerde, bijvoorbeeld de fosburyflop (naar de Amerikaan Dick Fosbury) in het hoogspringen. De tkatsjev, tsukahara, joertsjenko, kazamatsu en de gienger-salto zijn slechts enkele van de vele eponiemen in het turnen. In het kunstschaatsen kent men onder meer de axel (naar de Noor Axel Paulsen) en de salchow (naar de Zweed Ulrich Salchow), in de golfsport de vardongrip naar Harry Vardon.
- Veel bedrijven hebben de naam van hun stichter(s) gekregen (Philips, Solvay, Dow Chemical, Ford, Citroën, Rolls Royce, Heineken, Burgers' Zoo etc.).
- In de politiek Rutte-doctrine en balkenendenorm.

## Limmu
Een van de oudst bekende voorbeelden komt uit Assyrië, waar men elk jaar noemde naar een hoogwaardigheidsbekleder (een limmu); aan de hand van eponiemenlijsten hield men de jaartelling bij. Meestal werd het eerste jaar van een nieuwe koning naar hemzelf genoemd; voor ieder volgend jaar werd een bepaalde hoogwaardigheidsbekleder geëerd door het jaar naar hem te noemen.
Ook in het oude Athene (en andere Griekse poleis) en in het Romeinse Rijk werd de jaartelling bijgehouden aan de hand van de namen van de politieke machthebber(s). In keizerlijk China gold eveneens een dergelijk systeem, maar daar werd niet geteld volgens de naam, maar volgens de regeerperiode van de keizer. In Japan wordt dit systeem nog altijd toegepast.